# Al Cook

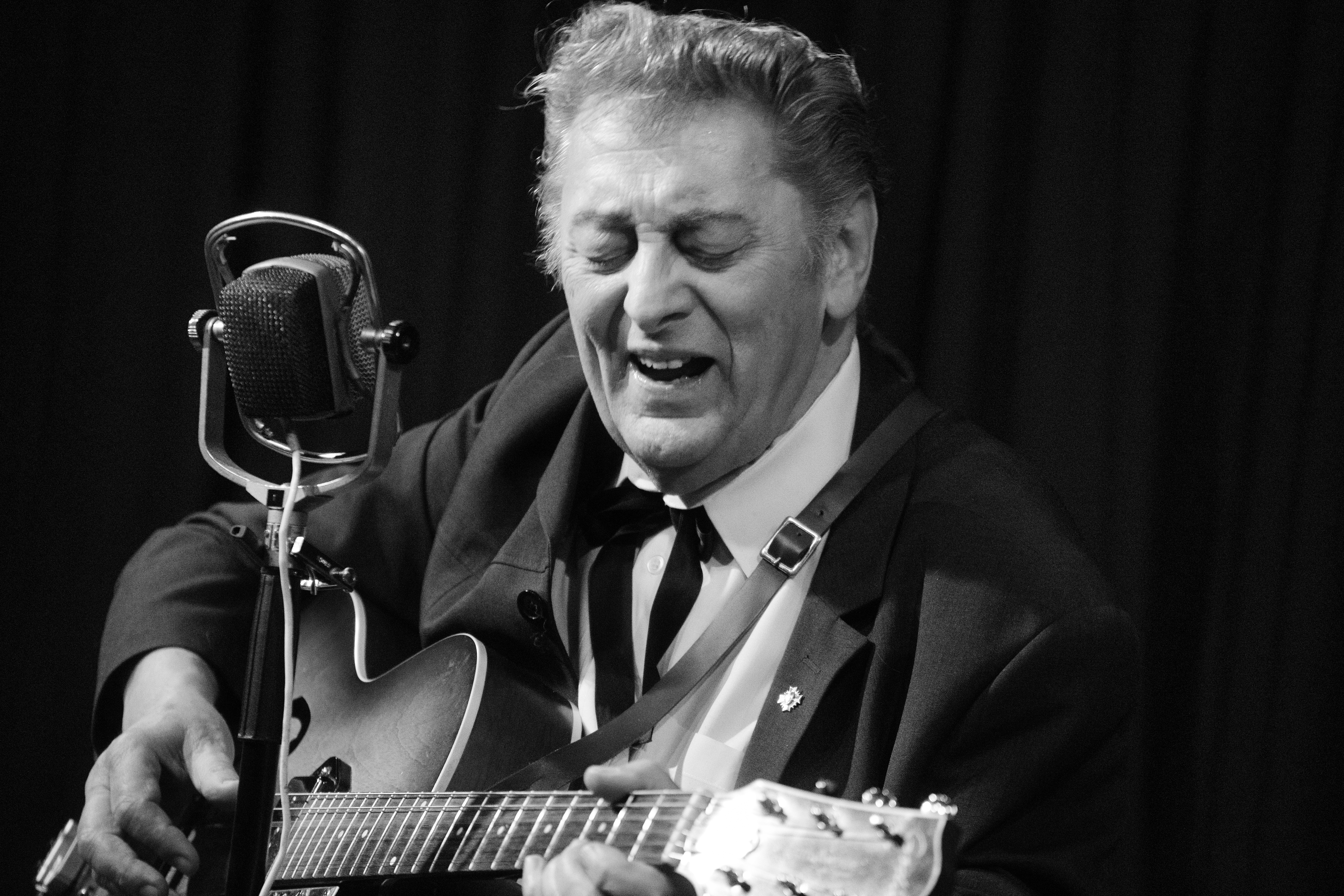
Al Cook im club W71 (2023)

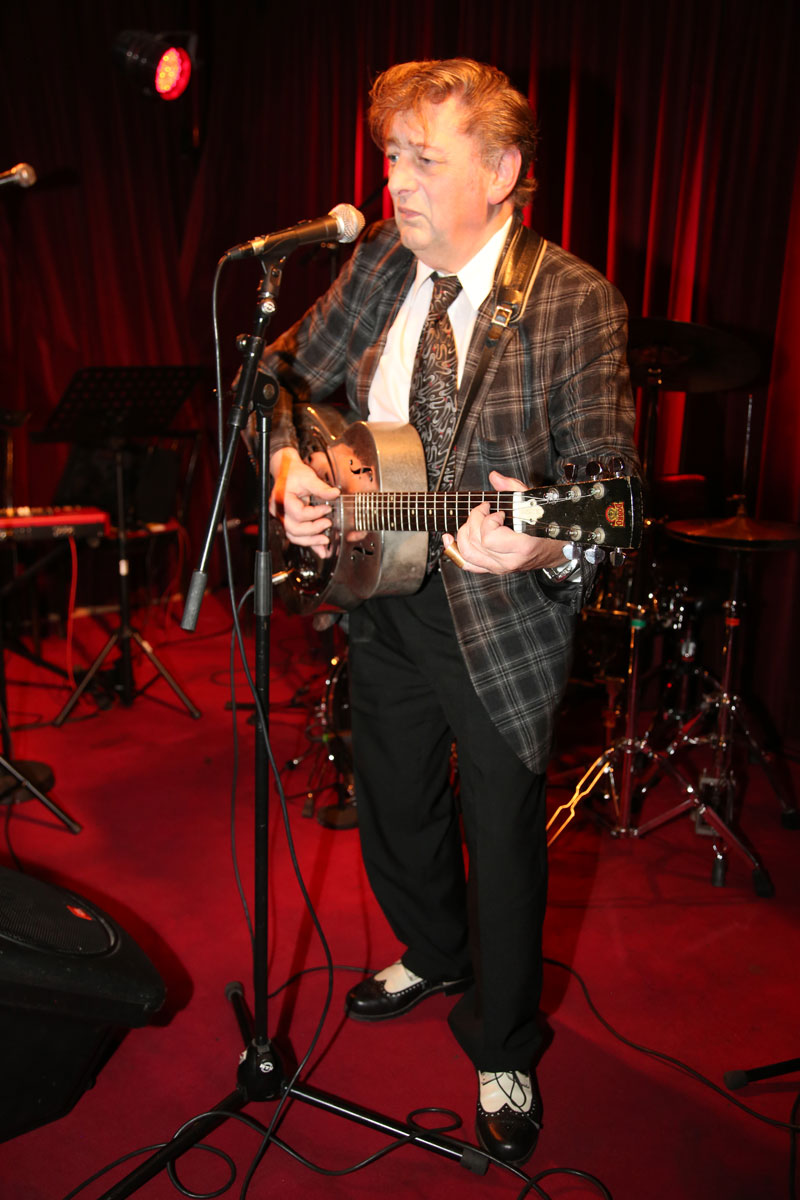
Al Cook (2014)

Al Cook (* 27. Februar 1945 in Bad Ischl als Alois Koch) ist ein österreichischer Bluesgitarrist, -pianist, -komponist und -sänger.

## Biographie
Al Cook wuchs in Wien auf. Der Besuch des Elvis-Filmes Gold aus heißer Kehle mit fünfzehn Jahren weckte in ihm den Wunsch, Musik zu machen. Er begann, sich selbst Gitarre, Klavier und Gesang beizubringen. Alois Koch lernte im 15. Wiener Gemeindebezirk bei der Firma Schaffler & Co. Feinmechaniker, wo er sich bei Betriebsausflügen schon zu mancherlei musikalischen Darbietungen überreden ließ.
Nachdem Al Cook zum ersten Mal mit dem Blues in Berührung gekommen war, lernte er Instrumental- und Gesangstechniken der historischen Bluesmusiker. Zu seinen Idolen zählten Sänger wie Blind Lemon Jefferson, Charley Patton, Son House, Texas Alexander sowie Robert Johnson. Zu Beginn der 70er Jahre erreichte Al Cook einen derartigen Bekanntheitsgrad, dass er bis Mitte des Jahrzehnts ein Teil der österreichischen Populärkultur war. Zu dieser Zeit konzertierte er im Wiener Jazzland mit Bluesmusikern wie Roosevelt Sykes, Johnny Shines, John Jackson, Honeyboy Edwards und Little Brother Montgomery.
Al Cook beeinflusste viele Musiker und war teilweise auch künstlerischer Impuls für einige der führenden heimischen Bluesmusiker wie Erik Trauner, Siggi Fassl, Katie Kern, Stephan Rausch und Michael Pewny sowie viele österreichische Szenemusiker.
Von 1983 bis 1986 nützte Al Cook das damalige Rockabilly Revival, um einen Bogen vom Blues zum Rock ’n’ Roll zu spannen, was seiner Popularität einen zusätzlichen Auftrieb gab. 1989 kehrte er endgültig dem Rock ’n’ Roll den Rücken, um seine ganze künstlerische Kraft dem Country Blues zu widmen. Als wichtigen Teil seines künstlerischen Auftrages betrachtet Al Cook sein Engagement gegen die wachsende Einflussnahme der Popkultur auf den Blues.
Am 15. November 2014 feierte Al Cook im Metropol sein 50-jähriges Bühnenjubiläum.

## Ehrungen
- 2005: Kulturehrenzeichen der Stadtgemeinde Bad Ischl
- 2006: Goldenes Verdienstzeichen des Landes Wien[1]
- 2015: Goldener Rathausmann der Stadt Wien[2]
- 2020: Goldenes Ehrenzeichen für Verdienste um die Republik Österreich[3]

## Diskografie
- Working Man Blues (1970)
- Slide Guitar Foolin’ (1973)
- Hard Rock Blues (1976)
- Memphis 1954 (1984)
- A Legendary White Face in Blues (1986)
- On the Road to Rock & Roll (1986)
- Twenty Five Blues Years (1989) (mit Mojo Blues Band, Axel Zwingenberger, Dana Gillespie, Oscar Klein)
- Victrola Blues (1993)
- The White King of Black Blues (1995)
- Down in Boogie Alley (1999)
- The Country Blues (2001)
- The Birmingham Jam (2005)
- Barrelhouse Man (2008)
- Pioneer and Legend (2009)
- Mississippi 1930 (2013)
- Take It off Slowly (2019) (mit Dana Gillespie, Al Cook & his Original Al Cook Band)